# Gia Allemand
Gia Marie Allemand (20 de diciembre de 1983 - 14 de agosto de 2013) conocida profesionalmente como Gia Allemand, fue una actriz, modelo y concursante de reality shows. Era conocida por aparecer en Maxim y compitiendo en dos reality shows de ABC, The Bachelor: On the Wings of Love y Bachelor Pad.

## Biografía
Gia Marie Allemand nació en el barrio de Queens Howard Beach, Nueva York, sus padres fueron Eugenio y Donna Allemand, y creció en el barrio de Staten Island y cerca en los suburbios de Long Island, donde se graduó de Lindenhurst High School en 2001.
El 12 de agosto de 2013, Allemand fue ingresada en el Hospital Universitario de Nueva Orleans tras un intento de suicidio por ahorcamiento. Ella fue declarada con muerte cerebral y se le retiró el soporte de vida dos días más tarde a los 29 años. En el momento de su muerte, ella vivía en Nueva Orleans.
Su funeral se celebró en el Trinity Grace Church, una iglesia cristiana no denominacional en Chelsea, Manhattan.